# .50 Browning Machine Gun

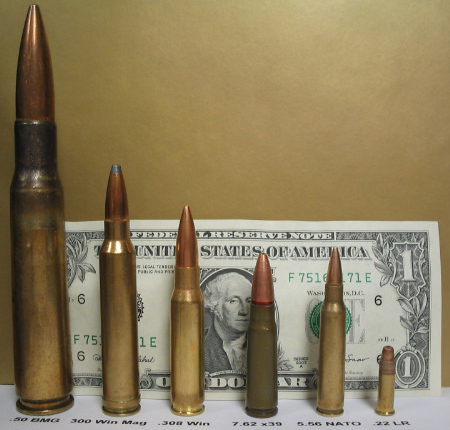
Van links naar rechts: .50 BMG, 300 Win Mag, .308 Winchester, 7.62×39mm, 5,56×45mm NAVO, .22 Long Rifle

De .50 Browning Machine Gun (vaak afgekort als .50 BMG) is een eenheidspatroon ontwikkeld voor het Browning M2-machinegeweer en werd officieel in 1921 in gebruik genomen. Het patroon is gebaseerd op het .30-06 Springfield-patroon. Het is gecategoriseerd als een standaard eenheidspatroon voor NAVO en niet-NAVO landen onder STANAG 4383. Het patroon is beschikbaar in vele varianten waaronder full metal jacket, lichtspoor en pantserdoorborend.
De .50 BMG wordt onder andere gebruikt in lange afstand geweren, evenals andere .50-kaliber geweren.